# 黛比·威尔克斯
黛比·威尔克斯（英語：Debbi Wilkes，1946年12月16日—），加拿大女子花样滑冰运动员。她曾代表加拿大参加1964年冬季奥林匹克运动会花样滑冰比赛，搭档盖伊·雷维尔获得双人滑银牌。